# 茲沃倫城堡
茲沃倫城堡是位於斯洛伐克的一座城堡。茲沃倫城堡修建於1360年至1382年，是一座中世紀哥特式城堡建築。現在茲沃倫城堡是一座美術館。

## 外部連結
- Pustý hrad and the Zvolen castle on the municipal site （页面存档备份，存于）

48°34′23″N 19°07′38″E / 48.57306°N 19.12722°E